# Wander Johannes de Haas
Wander Johannes de Haas, född 2 mars 1878, död 26 april 1960, var en nederländsk fysiker.
Efter studier hos Heike Kamerlingh Onnes i Leiden och Henry Du Bois i Berlin blev Wander Johannes de Haas professor vid tekniska högskolan i Delft 1917, vid universitetet i Groningen 1922 och vid universitetet i Leiden 1924. Han studerade tillsammans med Albert Einstein de ampèreska molekylarströmmarna och upptäckte därvid den så kallade Einstein-de Haaseffekten. Huvudparten av de Haas arbeten föll inom de låga temperaturernas fysik. de Haas och hans medarbetare satte 1935 ett nytt köldrekord, då den genom adiabatisk avmagnetisering lyckades uppnå en temperatur som låg 0,0044 grader över den absoluta nollpunkten.